# Младица (Семич)
Младица (словен. Mladica) је некадашње насеље у општини Семич, регија Југоисточна Словенија, Словенија.

## Историја
До територијалне реорганизације у Словенији била је у саставу старе општине Чрномељ. Године 2001. насеље је укинуто и припојено насељу Семич.

## Становништво
| Број становника према пописима |
| ------------------------------ |
| 1991                           |
| 75                             |

Напомена: Године 2001. припојен насељу Семич.